# Kotto-Oubangui
Pour les articles homonymes, voir Kotto.
Kotto-Oubangui est une commune rurale de la préfecture de la Basse-Kotto, en République centrafricaine. Elle doit son nom aux deux cours d’eau Kotto et Oubangui. Satéma, chef-lieu de sous-préfecture est la principale localité de la commune. 

## Géographie
La commune située au sud-est de la préfecture de Basse-Kotto est limitée à l’est par la rivière  Kotto qui la sépare de la préfecture du Mbomou, au sud l’Oubangui marque la frontière avec la République démocratique du Congo.
|       | Kembé          | Gambo   |
| Mboui | Kotto-Oubangui | Ngandou |
|       | Congo RDC      |         |

## Villages
La commune compte 71 villages en zone rurale recensés en 2003 : Badi-Gouesse, Banda, Bandasse, Bangba 1, Bangourou, Bangourou-Mangoumba, Botcho, Botcho Yangba, Boungba 1, Boungba 2, Boungba 3, Boungba 4, Bourma, Deou, Deou 2, Foulata, Gbakouli, Gbayou, Gouada, Guilo, Guizo, Kadja, Kougrembonzo, Kpatara, Lamba, Lapi 1, Lapi 2, Lapi 3, Lapi 4, Lapi 5, Libanga, Limassa-Centre, Mbangui-Yangada, Mbindo, Mbomba 1, Melo, Mossombo-Sepele, Ndakpando, Ndaye, Ndekelemboyo, Ndeou, Ndiri Ngambo, Ngaba 1, Ngaba 2, Ngaba 3, Nganda, Ngbalekangue, Ngbalitembo, Ngbando 1, Ngbando 2, Ngbassa 1, Ngbassa 2, Ngbazia 1, Ngbenika 2, Ngboda, Ngbonga 1, Ngbonga 2, Nzapakengbonga, Ouambele, Ouango, Penda Biassou, Satema Centre, Soungha 2, Soungha 1, Tenguia, Toga, Voula, Wombo, Yabro Foudou, Yengbo, Zigo.

## Éducation
La commune compte 11 écoles : Sous-préfectorale B de Satéma, Mixte 1 à Satéma (Boungba 3), Ndeou, Bangoro, Lakoundji, Villageoise Saint Daniel Comboni à Ngaligue, Mbombo, Mbangui-Yangada, Yoroto, Mbarekangue et Mbindo.